# Slavisa Rističeviċ
Slaviša Rističeviċ, né le 21 novembre 1965 à Foča en Yougoslavie (aujourd’hui en Bosnie-Herzégovine), est un joueur et entraîneur professionnel de handball.

## Biographie
Slaviša Rističeviċ, plus connu sous le nom de « Ritchi », commence sa carrière de joueur dans l'équipe de Radnički Goražde. Puis il signe dans le club de Borac Banja Luka où il confirme son statut de joueur talentueux. Il est aussitôt appelé en équipe nationale junior de Yougoslavie où il est sélectionné à 18 reprises. Après, trois saisons à Borac Banja Luka, il signe à Kolinska Slovan en République socialiste de Slovénie où il passe une saison. Rističeviċ termine troisième meilleur buteur et meilleur passeur du championnat régional de Slovénie.
Il quitte alors les Balkans pour rejoindre la France. Il signe dans le club de l'US Saintes, évoluant en championnat de France de D2 où il passe deux saisons. Il signe ensuite à Saint-Malo en Nationale 1 puis à ES Gonfreville l'Orcher, toujours en Nationale 1.
Après quinze saisons de joueur, Slavisa Rističeviċ devient entraineur à partir de 1998. Il commence à exercer son nouveau métier d'entraîneur dans le club de Gonfreville. En 2000 il signe avec le club de Falaise qui évolue en Nationale 1, puis à Saint-Malo, dans cette même division, en 2001. En 2005, il part dans le sud de la France à Rodez en Nationale 2. Il entraîne cette équipe du ROC Aveyron durant six saisons. En 2011, il rejoint la division 2 féminine pour signer avec le club de Abbeville EAL. En 2012,il signe un contrat avec le prestigieux club tunisien du Club Africain avec lequel il remporte la Coupe Arabe des Clubs. L'année d'après il signe pour le club de l'AS Hammamet avec lequel il réalise de beaux résultats en championnat et notamment en Coupe de Tunisie. Depuis juillet 2015, il entraîne le Frontignan Thau Handball qui évolue en Nationale 2. Lors de la saison 2016-2017, il remporte le Championnat de France de Nationale 2 et permet au Frontignan Thau Handball d’accéder pour la première fois de son histoire à la Nationale 1 (3e division française). À la suite de ce succès, il s'exile au Qatar à Doha, où il s'engage avec le prestigieux club qatari Qatar Sports Club. Il y restera trois saisons, avant de connaître pour la première fois de sa carrière une expérience à la tête d'une équipe nationale puisqu'il devient sélectionneur de la sélection féminine de l'Azerbaïdjan. Seulement deux mois après, il décroche la médaille d'argent lors des Jeux Islamiques à Konya en Turquie.
En cours de saison, en décembre 2022, il était prévu qu'il remplace Camille Comte au poste d'entraîneur principal de Bourg-de-Péage Drôme Handball en D1 féminine, après une période de transition avec le coach adjoint du club. Durant l'été 2023, il revient au Qatar où il signe avec le club d'Al Khor.

## Palmarès

### Joueur
- Champion de Yougoslavie en 1988
- Champion de République socialiste de Slovénie en 1990

### Distinctions individuelles
- Meilleur buteur et meilleur joueur du Championnat de Yougoslavie en 1986
- Meilleur passeur et troisième meilleur buteur Champion de République socialiste de Slovénie en 1990

### Entraîneur
- Vainqueur de la Coupe Arabe des Clubs champions de handball masculin
- Finaliste du Championnat de Tunisie
- Demi-finaliste de la Coupe de Tunisie
- Vainqueur du Championnat de France de Nationale 2[8] avec le Frontignan Thau Handball
- Médaille d'argent avec la sélection féminine de l'Azerbaïdjan lors des Jeux Islamiques de 2022 à Konya.